# Foramen ovale (Herz)

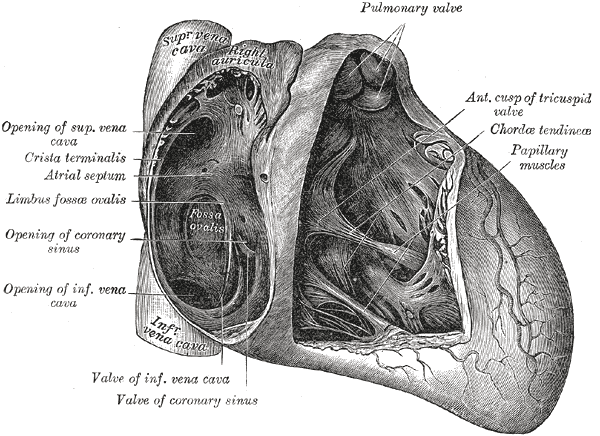
Fossa ovalis (links unten)

Das Foramen ovale (lateinisch für „ovales Loch“) im Herzen ist eine türartige Verbindung zwischen den Herzvorhöfen, die im fetalen (vorgeburtlichen) Kreislauf den Blutübertritt von rechts (Lungenkreislauf) nach links (Körperkreislauf) zulässt. Nachgeburtlich zählt es zu den Atriumseptumdefekten. Da die Lunge vor der Geburt noch nicht belüftet ist und somit auch noch nicht funktionell durchblutet wird, fließt das Blut über das Foramen ovale in den linken Vorhof und durch den Ductus arteriosus (oder auch Ductus arteriosus Botalli) aus der Lungenschlagader in die Aorta.

## Physiologischer Verschluss des Foramen ovale
Nach der Geburt bläht das Neugeborene seine Lungen und beginnt zu atmen. Der Gefäßwiderstand der Lunge sinkt. Dadurch sinkt auch der Druck im rechten Vorhof. Die Blutströmung kehrt sich um und das Blut fließt jetzt vom linken Vorhof durch das Foramen ovale in den rechten Vorhof. Dabei wird das Septum primum („erste Scheidewand“) im linken Vorhof gegen das Septum secundum („zweite Scheidewand“) im rechten Vorhof gedrückt: Das Foramen ovale verschließt sich. Später verwachsen Septum primum und Septum secundum und erzeugen so einen dauerhaften Verschluss.
Das bereits im 16. Jahrhundert bekannte Foramen ovale verschließt sich normalerweise in den ersten Lebenstagen oder -wochen. Anstelle des Lochs findet sich dann am Herzen eine seichte Grube, die Fossa ovalis („eirunde Grube“). Umringt wird die Fossa ovalis im rechten Vorhof von einem Saum (Limbus fossae ovalis) und im linken wird sie von der Valvula foraminis ovalis (Falx septi) bedeckt.

## Persistierendes Foramen ovale (PFO)
Erfolgt der Verschluss nicht vollständig, spricht man von einem persistierenden (d. h. anhaltenden, andauernden) Foramen ovale (PFO; englisch: patent [lateinisch: patens ‚offen‘] foramen ovale, Abkürzung ebenfalls PFO; französisch foramen ovale perméable, Abkürzung FOP). Bis zu 25 % aller Menschen leben postnatal mit einem offenen Foramen ovale in der Vorhofscheidewand. Die besten Informationen zu Häufigkeit und Größe des PFO liefert die systematische Untersuchung von Herzen Verstorbener durch den Pathologen (Autopsie). An der Mayo-Klinik in den USA wurden 965 Herzen von Verstorbenen auf das Vorhandensein eines PFO untersucht. Dabei wurde in 27,3 % ein PFO gefunden. Die Häufigkeit war bei beiden Geschlechtern gleich, Häufigkeit und Größe nahmen aber mit dem Alter ab: 34,3 % in den ersten drei Dekaden, 25,4 % in der 4. bis 8. Dekade und 20,2 % in der 9. und 10. Dekade. Die Größe variierte von 1 bis 19 mm und betrug im Durchschnitt 4,9 mm. Die mittlere Größe des PFO nahm mit den Alter zu: 3,4 mm in der ersten Dekade und 5,8 mm in der 10. Lebensdekade. Viele offene Foramina ovalia werden bis zum Tode nicht entdeckt. Deshalb ist die Häufigkeit in klinischen Studien oft niedriger. Mit Hilfe der Farbdoppler-Echokardiographie lässt sich dann ein geringer Blutfluss durch diese Öffnung nachweisen. Die Kinder sind nicht beeinträchtigt und auch im Erwachsenenalter ist eine Behandlung meistens nicht erforderlich. Ist die Öffnung jedoch groß und hämodynamisch bedeutsam, ist sie eher dem Atriumseptumdefekt II (ASD II) zuzuordnen.

### Schlaganfall mit PFO
Die Mehrzahl der ischämischen Schlaganfälle (Apoplexia cerebri) entstehen durch Emboli (Gefäßpfropfen). Von einer paradoxen Embolie spricht man, wenn das Blutgerinnsel aus den Venen des großen Kreislaufs stammt und unter Umgehung der Lungengefäße durch das PFO in die Arterien des großen Kreislaufs gelangt. Wird dabei eine Endarterie des Gehirns verschlossen, so entsteht ein ischämischer Apoplex. Bei der Untersuchung nach einem Schlaganfall findet man meistens andere Ursachen, zum Beispiel eine hochgradige Verengung einer Halsschlagader, ein Vorhofflimmern oder eine vorausgehende Dissektion der zuführenden Hirnarterien. Bei etwa 1/6 der Patienten bleibt die Ursache der Embolie unklar. Dieser Typ wird „embolic stroke of undetermined source“ genannt, also embolischer Schlaganfall aus ungeklärter Ursache. Da jeder vierte Patient statistisch ein PFO hat, muss eine paradoxe Embolie nicht die Ursache des Schlaganfalls sein. Um zu entscheiden, ob ein Verschluss des PFO sinnvoll ist, wurde der RoPE-Score (Risk of Paradoxical Embolism) entwickelt. Der RoPE-Score berücksichtigt Bluthochdruck, Diabetes, Rauchen, frühere Schlaganfälle oder TIAs, die kortikale Lage des jetzigen Hirninfarktes und das Patientenalter. Der RoPE-Score ist eine Zahl zwischen 0 und 10, wobei die größeren Zahlen für eine höhere Wahrscheinlichkeit stehen, dass es sich um eine paradoxe Embolie durch das PFO handelt.

### Schlaganfallrisiko nach nicht kardiologischer Operation mit PFO
Mit PFO ist das Risiko eines ischämischen Schlaganfalls nach nicht kardiologischen Operationen unter Vollnarkose erhöht. In einer retrospektiven Kohortenstudie wurden 150.198 Patienten mit nicht kardiologischer Operation unter Vollnarkose analysiert. Bei 1540 Patienten (1 %) war ein PFO bekannt, bei 148.658 war kein PFO dokumentiert. Bis zum 30. Tag nach der Operation wurden 850 (0,6 %) ischämische Schlaganfälle beobachtet. Mit PFO traten 49 (3,2 %) Schlaganfälle auf, ohne PFO 801 (0,5 %). Allerdings waren die Patienten mit PFO älter und hatten mehr Risikofaktoren (z. B. Hypertonie, Diabetes, Vorhofflimmern). Eine Regressionsanalyse, die alle bekannten Risikofaktoren berücksichtigte, ergab trotzdem ein erhöhtes Schlaganfallrisiko für Patienten mit PFO.

### Tauchen mit PFO
Offene Foramina ovalia sind insbesondere beim Gerätetauchen von Bedeutung, wo während des Tauchgangs beim Druckausgleich (Valsalva-Versuch) Mikroblasen in das arterielle System übertreten können. Auch ohne die Begünstigung durch das Valsalva-Manöver können venöse Gasblasen in den arteriellen Blutkreislauf gelangen. Schon beim Eintauchen in kaltes Wasser steigt der Druck im rechten Vorhof um 12 mmHg, so dass der eigentlich vorhandene Druckunterschied zwischen linkem und rechtem Vorhof ausgeglichen wird und Blut durch das PFO übertreten kann. In einer Fallserie von Tauchunfällen des Universitätsklinikums Düsseldorf ließen sich mehr als die Hälfte der dort behandelten Tauchunfälle auf das PFO zurückführen.
Nach neueren Untersuchungen gibt es einen Zusammenhang zwischen einem PFO und Migräne. Bei einem Teil von Erwachsenen, deren PFO verschlossen wurde, verschwanden oder verminderten sich Migräne-Anfälle.
Neueste Erkenntnisse deuten darauf hin, dass taschenförmige Überbleibsel des Foramen ovale im linken Vorhof mit Schlaganfällen bei unklarer Genese (besonders auch bei jüngeren Menschen) im Zusammenhang stehen, da sich in solch einer Tasche Blutgerinnsel bilden können.

## Vorzeitiger Verschluss des Foramen ovale beim Fetus
Verengt oder verschließt sich das Foramen ovale beim Fetus bereits vor der Geburt, ist das ein lebensbedrohlicher Risikofaktor für die Kreislaufumstellung des Kindes nach seiner Geburt. Daher werden hochgradige Verengungen oder Verschlüsse des Foramen ovale bereits vor der Geburt im Mutterleib behandelt, um die nachgeburtlichen Behandlungsmöglichkeiten zu verbessern. Das ist mit einem minimal-invasiven Eingriff möglich.